# Aleksander Karwasiński
Aleksander Karwasiński (ur. 18 czerwca 1897 w Kamionce, zm. 4 października 1920 pod Treskieniami) – podoficer Wojska Polskiego w II Rzeczypospolitej, kawaler Orderu Virtuti Militari.

## Życiorys
Urodził się w rodzinie Michała i Salomei z Pazerów. Absolwent szkoły powszechnej. Początkowo pracował w gospodarstwie ojca. 
W listopadzie 1918 wziął udział w rozbrajaniu oddziałów austriackich i wstąpił ochotniczo do odrodzonego Wojska Polskiego. Otrzymał przydział do 1 kompanii 25 pułku piechoty. W jej składzie walczył na frontach wojny polsko-bolszewickiej. W marcu 1920 w walce pod Rogaczewem, otoczony wraz ze swoim plutonem, zainicjował pomyślne przebicie się do linii zajmowanej przez własną kompanię. W sierpniu, podczas walk nad Bugiem zorganizował wypad zakończony zdobyciem sprzętu wojskowego. Poległ w bitwie pod Treskiniami, pochowany został w Antonówce k. Święcian.  
Za czyny bojowe odznaczony został pośmiertnie Krzyżem Srebrnym Orderu Virtuti Militari. 

## Ordery i odznaczenia
- Krzyż Srebrny Orderu Virtuti Militari (nr 5807)